# Беседин, Алексей Григорьевич
Алексей Григорьевич Беседин (1864—1930) — российский общественный деятель, городской староста, впоследствии — городской голова Ново-Николаевска.
Родился в 1864 году в Курской губернии, в крестьянской семье, впоследствии переехавшей в Оренбург. Получил домашнее образование, работал рассыльным, извозчиком, конторщиком. С 1899 года — подрядчик по заготовке шпал при строительстве Сибирской железной дороги. С 1904 года жил с семьёй, насчитывавшей десять детей, в Ново-Николаевске. Известно, что уже в то время он владел недвижимостью в размере 3 500 рублей.
В 1907 году был избран городским старостой, после того как его предшественник З. Г. Крюков ушёл с должности по состоянию здоровья. В качестве старосты А. Г. Беседин активно участвовал в общественной жизни быстро растущего города, входил в состав ряда комиссий по разрешению разнообразных городских проблем. В частности, Беседин поднимал перед руководством Томской губернии, куда входил Ново-Николаевск, вопрос о строительстве понтонного моста через Обь, под его руководством собрание городских уполномоченных направило в Санкт-Петербург прошение о переводе Управления Сибирской железной дороги из Томска в Ново-Николаевск. Беседин также входил в состав комиссии по сооружению нового здания реального училища, а в декабре 1908 года городское самоуправление учреждает стипендию для учащихся этого училища.
В ноябре 1908 года император Николай II утвердил решение Совета Министров о введении в Ново-Николаевске городового управления в полном объёме (то есть Городской думы и Городской управы), в связи с чем в 1909 году в городе прошли выборы гласных Городской думы и избрание городского головы. До избрания новых органов власти А. Г. Беседин исполнял свои обязанности старосты, а в апреле 1909 года передал власть первому в истории Ново-Николаевска городскому голове В. И. Жернакову.
После отставки В. И. Жернакова в апреле 1914 года с поста городского головы по состоянию здоровья, А. Г. Беседин был избран на должность городского головы, за его кандидатуру проголосовало 26 из 40 гласных Городской думы, 14 гласных — против. За время пребывания на посту городского головы А. Г. Беседин принимал участие в решении многих ключевых вопросов развития городского хозяйства. В частности, уже весной 1914 года он лично посетил Петербург для решения вопроса об открытии в Ново-Николаевске сельскохозяйственного института, в 1915 году от имени Городской думы неоднократно обращался к центральным властям о размещении в Ново-Николаевске промышленных предприятий, эвакуированных в ходе войны с польских территорий. В 1915 году он поддержал инициативу учредителей «Ново-Николаевского общества увековечения памяти героев великой мировой войны» о создании в городе Дома инвалидов (ныне — Дом офицеров) и входил в состав комиссии по его сооружению. В 1916 году Беседин ходатайствовал от имени Городской думы об учреждении в Ново-Николаевске окружного суда, а летом того же года поддержал предложение о строительстве ГЭС на реке Ине. В 1915 году в Городской думе обсуждал вопрос о строительстве нового моста через Каменку.
После Февральской революции 1917 года в Ново-Николаевске был создан Комитет общественного порядка и безопасности (КОПиБ), куда вошли представители разных политических партий, объявивший себя местной властью и заявивший о подчинении Временному правительству. В связи с этим 6 марта 1917 года А. Г. Беседин принял решение о сложении полномочий городского головы, но по настоянию Городской думы продолжал исполнять обязанности до конца апреля 1917 года, когда было избрано Городское народное собрание, а Городская дума ликвидирована.
Известно, что во время гражданской войны, в 1919 году, когда Ново-Николаевск был под контролем белых, А. Г. Беседину вновь предлагали выставить свою кандидатуру на выборах городского головы, но он отказался это сделать. В последующие годы работал на строительстве элеваторов в разных местах Сибири. Умер в феврале 1930 года.